# 유국 (이향후)
유국(劉國, ? ~ ?)은 전한 말기의 제후로, 중산경왕의 증손이다.

## 생애
아버지 유수의 뒤를 이어 이향후(利鄕侯)에 봉해졌으나, 전한이 멸망하여 작위가 박탈되었다.

## 출전
- 반고, 《한서》 권15하 왕자후표 下

| 선대 아버지 이향대후 유수 | 전한의 이향후 ? ~ 8년 | 후대 (봉국 폐지) |